# Čagulak
Čagulak (anglicky Chagulak Island, rusky Чагулак) je jedním z Ostrovů čtyř hor v Aleutském souostroví. Administrativně patří tento neobydlený ostrov americkému státu Aljaška.

## Geografie
Leží 7 km západně od ostrova Amukta. Čagulak je skalnatý neobydlený zaoblený ostrov o průměru asi 3 km. Nachází se zde vyhaslý stratovulkán, u kterého není zaznamenána žádná erupce. Nejvyšší bod je 1142 m nad mořem.
Podnebí Čagulaku je chladné přímořské, často zde jsou mlhy a výrazné srážky.

## Fauna
Na ostrově žije více než 650 tis. buřňáků ledních a 50 tis. papuchalků chocholatých.

## Galerie

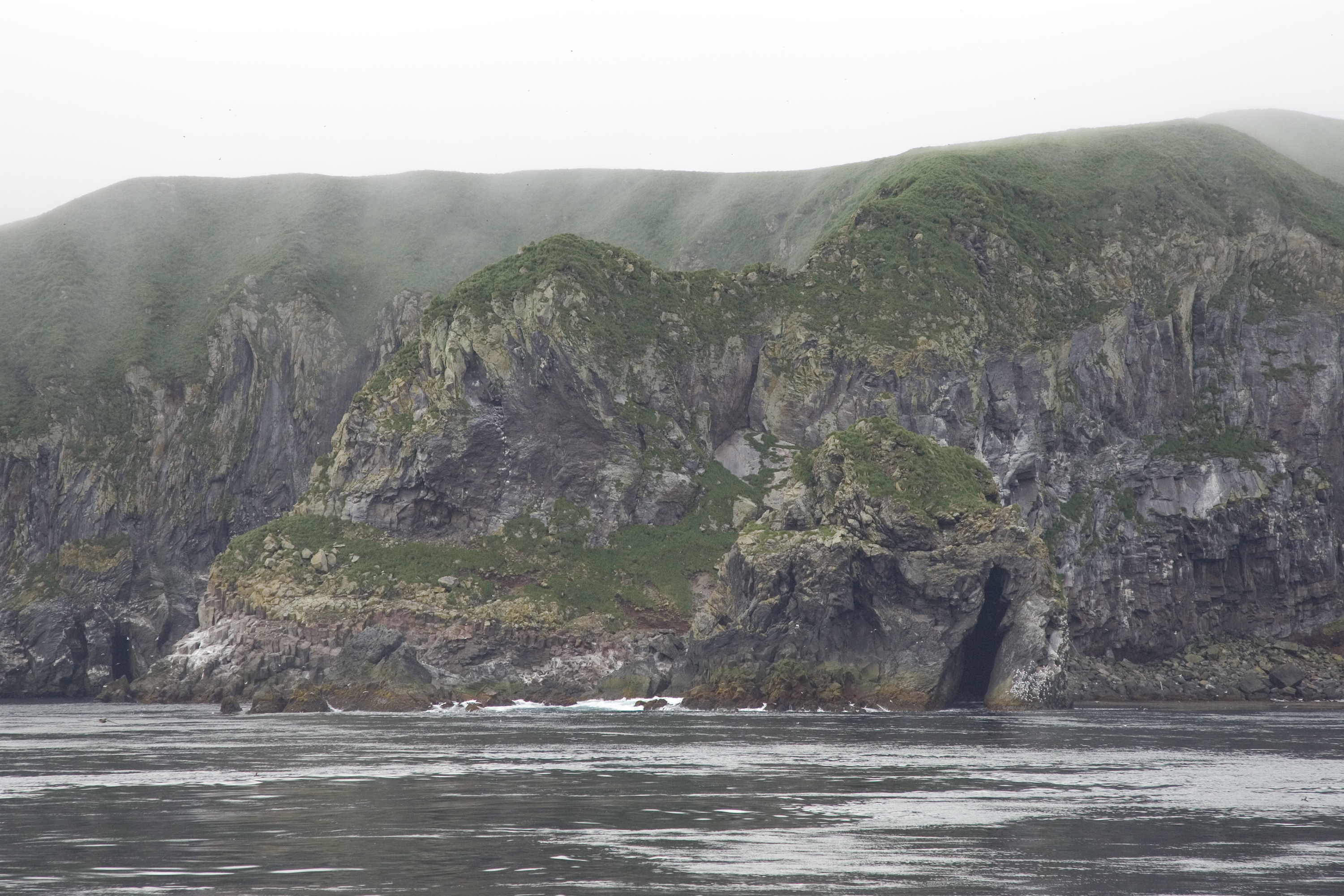
Čagulak
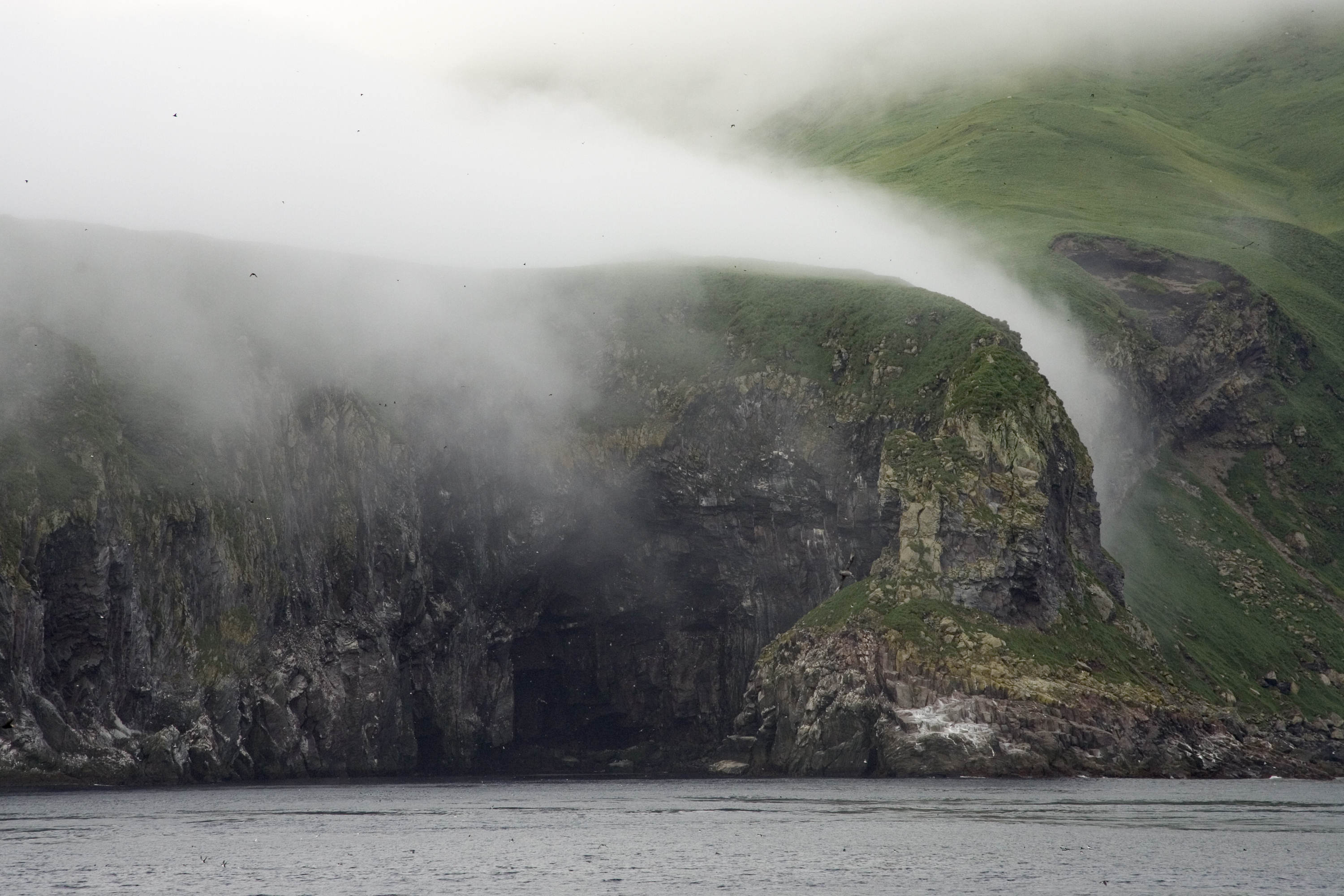
Pobřeží ostrova s mlhou
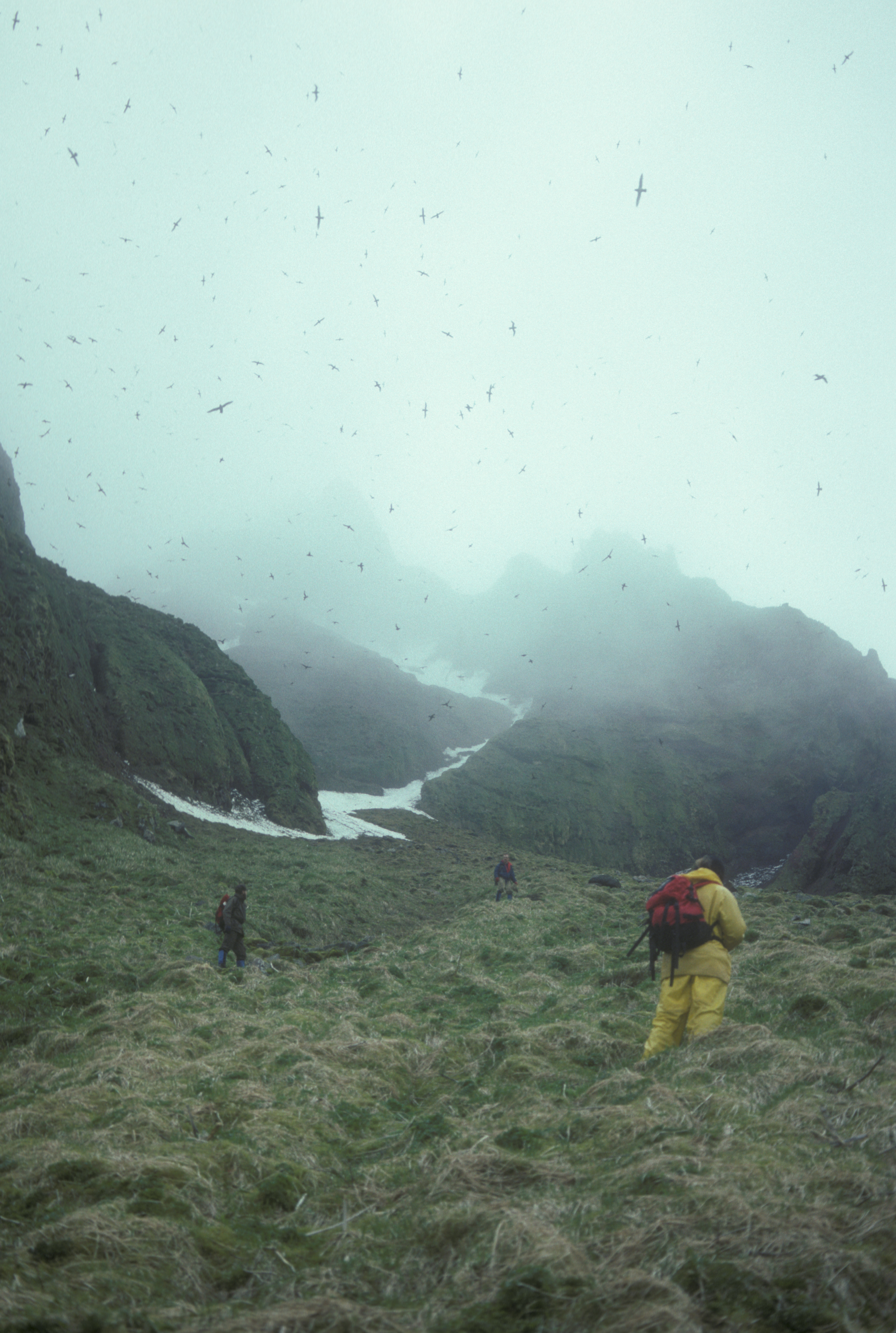
Čagulak (1990)